# Syrphoctonus labradorensis
Syrphoctonus labradorensis är en stekelart som först beskrevs av Dasch 1964.  Syrphoctonus labradorensis ingår i släktet Syrphoctonus och familjen brokparasitsteklar. Inga underarter finns listade i Catalogue of Life.